# El Pube
El Pube è un CD singolo promozionale di Elio e le Storie Tese, regalato ai membri del Fave Club (il loro fan club ufficiale) nel 1996.
La Versione viento è una versione cantata in lingua spagnola; questa versione sarà poi inserita nell'album E.L.I.O.; la Versione svipers presenta un arrangiamento diverso da quello originale, mentre la Versione El Lube fu registrata durante un concerto al Palasport Ruffini di Torino il 4 giugno 1996.
El Pube fu composta da Rocco Tanica, Faso ed Elio con l'aiuto del compianto percussionista Naco nell'introduzione.

## Tracce
1. El Pube [versione Eat the Phikis]
2. El Pube [versione viento]
3. El Pube [versione svipers]
4. El Pube [versione El Lube]

## Formazione
- Elio - voce, flauto traverso
- Rocco Tanica - piano
- Cesareo - campanaccio
- Faso - chitarra basso
- Millefinestre - batteria

### Altri musicisti
- Ambrogio Frigerio - trombone
- Giuseppe Bonaccorso aka Naco - percussioni
- Vinnie Colaiuta - batteria